# ミッド・ノース・コースト (ニューサウスウェールズ州)
ミッド・ノース・コースト地域（ミッド・ノース・コーストちいき、英: Mid North Coast Region）または北中海岸地域（ほくちゅうかいがんちいき）は、オーストラリア連邦・ニューサウスウェールズ州北東部の地域である。

## 概要
タスマン海に浮かぶロード・ハウ島は、ニューサウスウェールズ州に属している。しかし、ミッド・ノース・コースト地域に位置しているが、未編入地域でもある。

## 地理

ニューサウスウェールズ州の地方自治体

### 地域

#### 地方行政区分
ミッド・ノース・コーストは以下の自治体と主なサバーブで構成されています。
- ベリンゲン・シャイア
- クラレンスバレー・カウンシル
- シティ・オブ・コフスハーバー
  - コフスハーバー
- ケンプシー・シャイア
- ナンブッカバレー・カウンシル
- ポートマッコーリー＝ヘイスティング・カウンシル
  - ポートマッコリー
- ロード・ハウ島

| 地方自治体                                     | 自治体設立日                     | 自治体設立日 | 面積   | 面積    | 面積 | 人口   | 人口 | 地図 |
| 地方自治体                                     | ミュニシパリティ/シャイア        | 市           | Km2    | マイル2 | 順位 | (2018) | 順位 | 地図 |
| ---------------------------------------------- | -------------------------------- | ------------ | ------ | ------- | ---- | ------ | ---- | ---- |
| ベリンゲン・シャイア                           | 1956年11月30日                   |              | 1,600  | 620     | 4    | 12,963 | 6    |      |
| クラレンスバレー・カウンシル                   | 2004年2月25日                    |              | 10,429 | 4,027   | 1    | 51,647 | 3    |      |
| シティ・オブ・コフスハーバー                   | 1956年11月30日(シャイア)         | 1987年5月1日 | 1,174  | 453     | 6    | 76,551 | 2    |      |
| ケンプシー・シャイア                           | 1886年6月11日(バラ)              |              | 3,376  | 1,303   | 3    | 29,665 | 4    |      |
| ナンブッカバレー・カウンシル                   | 1915年12月15日                   |              | 1,491  | 576     | 5    | 19,773 | 5    |      |
| ポートマッコーリー＝ヘイスティング・カウンシル | 1887年3月15日                    |              | 3,682  | 1,422   | 2    | 83,131 | 1    |      |
| ロード・ハウ島                                 | 1913年(非法人地域) 1954 (州管轄) |              | 15     | 5.8     | 7    | 382    | 7    |      |